# Peristylus holochila
Peristylus holochila là một loài thực vật có hoa trong họ Lan. Loài này được (Hillebr.) N.Hallé mô tả khoa học đầu tiên năm 1980.